# NEAT彗星 (189P)
NEAT彗星（ニートすいせい、英語: 189P/NEAT）は、木星の軌道近くに達する遠日点を持つ木星族彗星。絶対等級は19等程度であり、非常に小さく暗い天体である。2007年7月14日には地球に0.2 auまで接近し、15等まで明るくなった。